# Ceres, Celestial Legend
Ayashi no Ceres (яп. 妖しのセレス Аяси но Сэрэсу, Чародейка Церера) — манга авторства Юу Ватасэ. Первая глава манги вышла 11 декабря 1996, а последняя 25 марта 2000. Манга выходила в японском журнале Shojo Comic и издавалась издательством Shogakukan. Всего вышло 14 томов и манга официально считается законченной.
Мангу адаптировала студия Studio Pierrot. Всего вышло 24 серий которые длятся 21 минуты. Аниме выходило с 20 апреля 2000 по 28 сентября 2000 и было снято режиссёром Хадзимэ Камэгаки. Аниме транслировали на японском канале WOWOW.

## Сюжет
Жизнь обыкновенной девочки Айи перевернулась на её 16-м дне рождения. Тогда она узнала о том, что она тэннё (небесная дева) — Церера. Семья девушки знает что с достижением совершеннолетия сила Цереры достигнет своего апогея, и она попытается убить всех Микаге. Родственники решают убить юную Айю, а вместе с ней и тэннё. Айе Микаге придётся с одной стороны не дать живущей в ней Церере убить близких ей людей, а с другой — избежать смертного приговора…

## Легенда о тэннё
С давних времён в Японии и других странах существует легенда о небесной деве — тэннё (яп. 天女 Тэннё, небесная дева). Однажды тэннё спустилась на землю и, оставив своё хагоромо (яп. 羽衣 Хагоромо, одежда из перьев), пошла искупаться. В это время рыбак увидел купающуюся небесную деву и украл её хагоромо. Когда тэннё пришла и спросила рыбака не видел ли он её хагоромо, он ответил, что не видел... Годы шли, небесная дева, не сумев вернуться к себе на небо, осталась на земле, вышла замуж за этого рыбака и родила ему детей. Когда она пела своим детям песню, от них услышала историю про то, как рыбак спрятал хагоромо небесной девы. Тэннё вернулась на небеса...